# Xenolea
Xenolea is een kevergeslacht uit de familie van de boktorren (Cerambycidae). De wetenschappelijke naam van het geslacht werd voor het eerst geldig gepubliceerd in 1864 door Thomson.

## Soorten
Xenolea omvat de volgende soorten:
- Xenolea asiatica (Pic, 1925)
- Xenolea collaris Thomson, 1864
- Xenolea tomentosa (Pascoe, 1864)